# 長崎県道54号栗木吉井線
長崎県道54号栗木吉井線（ながさきけんどう54ごう くりのきよしいせん）は、長崎県佐世保市を通る県道（主要地方道）である。

## 概要
佐世保市潜木町から佐世保市世知原町を経由して、佐世保市吉井町立石に至る。
佐世保市世知原町にセンターラインのない区間があるほかは片側1車線の道路である。
小塚岳トンネルの開通により指定替えされた区間（旧道）があり、トンネル付近で合流している。旧道は栗ノ木峠の佐賀県境付近の国道498号（旧道）との交点を起点としており、以前は県道の認定を受けていたが、2019年（令和元年）8月9日に県道の指定が解除された。

### 路線データ
- 起点：佐世保市潜木町（国道498号交点）
- 終点：佐世保市吉井町立石（吉井駅交差点、国道204号交点）
- 総延長：19 km

## 歴史
- 1993年（平成5年）5月11日 - 建設省から、県道栗木世知原線・県道世知原吉井線が栗木吉井線として主要地方道に指定される[2]。
- 2019年（令和元年）8月9日 - 長崎県告示第194号により、小塚岳トンネルの旧道の県道指定が解除される[1]。

## 路線状況

### 重複区間
- 長崎県道11号佐世保日野松浦線（佐世保市世知原町栗迎 地内）

### 道路施設

#### 橋梁
- 吉井橋（佐々川、佐世保市）

#### トンネル
- 小塚岳トンネル：延長1,099 m、1997年（平成9年）竣工、佐世保市

## 地理

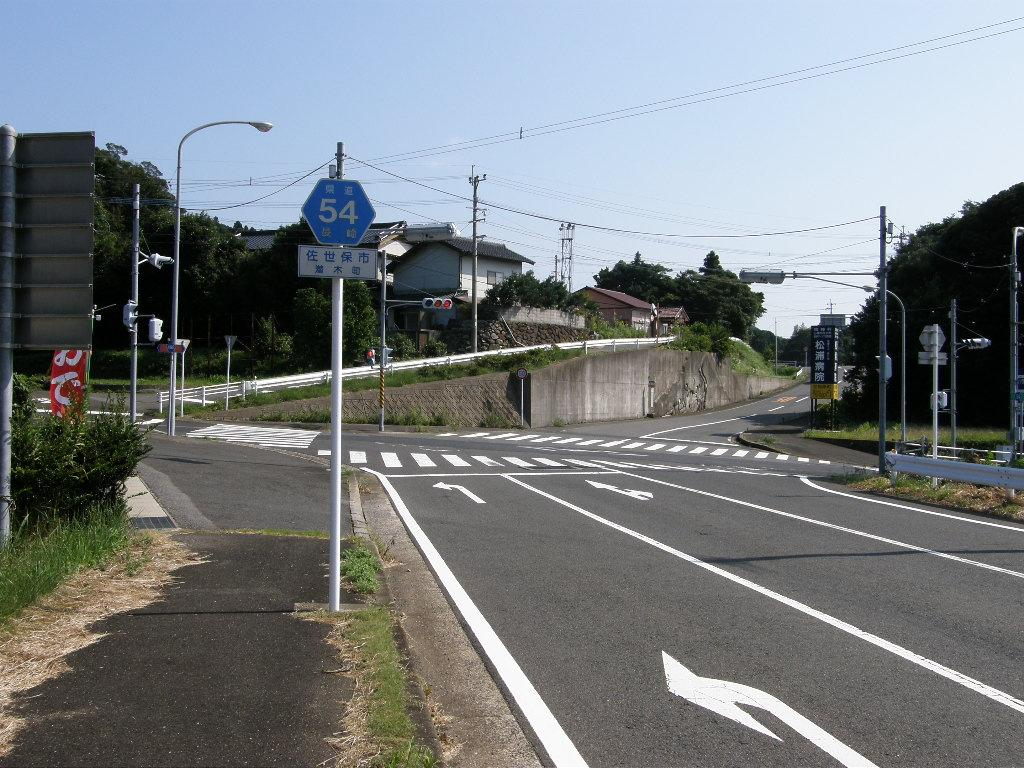
長崎県道54号栗木吉井線起点（佐世保市潜木町）

### 通過する自治体
- 佐世保市

### 交差する道路
| 交差する道路                              | 交差する場所 | 交差する場所        |
| ----------------------------------------- | ------------ | ------------------- |
| 国道498号                                 | 潜木町       | 起点                |
| 長崎県道151号佐世保世知原線               | 世知原町槍巻 |                     |
| 長崎県道11号佐世保日野松浦線 重複区間起点 | 世知原町栗迎 |                     |
| 長崎県道11号佐世保日野松浦線 重複区間終点 | 世知原町栗迎 |                     |
| 長崎県道40号佐世保吉井松浦線              | 吉井町大渡   |                     |
| 国道204号                                 | 吉井町立石   | 吉井駅交差点 / 終点 |

### 交差する鉄道
- 松浦鉄道西九州線

### 沿線
- 佐世保市立世知原中学校
- 佐世保市立世知原小学校
- 佐世保市役所 世知原支所
- 世知原郵便局
- 世知原温泉
- 佐世保市世知原行政センター
- 御橋郵便局
- 松浦鉄道西九州線 吉井駅